# محمدعلی‌خان امین دیوان لاهیجی
میرزا محمد علی خان صفاری ملقب به "امین دیوان"، بزرگترین فئودال لاهیجانی  که در سال ۱۲۷۶ه. ق (۱۸۶۰ م) حکومت لاهیجان را به دست گرفته‌بود.
وی از نوادگان خاندان کیانی و صفاری  عمرولیث صفاری از بنیانگذاران سلسله صفاریان (۲۴۷ ه. ق  تا ۳۹۳ ه. ق) بود.

## املاک امین دیوان صفاری
گسترهٔ املاک امین دیوان از شمال به دریای خزر، از غرب به کناره‌های شرقی سپیدرود، از جنوب به کوههای البرز و از شرق به حدود لنگرود می‌رسید.
بیشترین مراکز تجاری شهر لاهیجان از قبیل حمام تاریخی گلشن تا کاروانسرای محمدعلیخانی که هم‌اکنون با این نام برقرار است به وی تعلق داشت.
وی همچنین در رشت نیز املاک زیادی داشت و خانه بزرگ وی در خمیران زاهدان رشت واقع شده‌بود.

## نوادگان و بازماندگان
از بازماندگان خاندان امین دیوان، نوادگان صفاری از اصغر خان صفاری و همسرشان قدرت السلطنه صفاری در قید حیات و در شهر لاهیجان زندگی می‌کنند.
منابع: 
- کتاب خان گیلان - نویسنده : محمد علی صفاری

- یادداشت‌های میرزا یحیی مجتهدزاده لاهیجانی (فرید مجتهدی)/ علی امیری
- کتاب حکمرانان گیلان  نویسنده: دریاگشت،محمد رسول کتاب مشاهیر گیلان ابراهیم فخرایی (نشر فرهنگ ایلیا)